# Eurípilo (rey de Cirene)
En la mitología griega, Eurípilo (en griego, Εὐρύπυλος) era un rey de Cirene, hijo de Poseidon y Celeno. Se casó con Estérope y tuvo dos hijos, Licaón y Leucipo.
Según Píndaro, era la encarnación del dios Tritón, pero otros autores indican que era su hermano. Cuando los argonautas llegaron a Libia y cruzaron el lago Tritonis, les ofreció un trozo de barro como muestra de hospitalidad. También se dice que reinaba cuando Apolo llevó a la ninfa Cirene a su territorio tras raptarla y de ella tomó su nombre la ciudad.